# Neuhammer (Vilseck)
Die etwa vier Kilometer nordöstlich von Vilseck liegende Einöde Neuhammer (Vilseck) ist ein Ortsteil der Stadt Vilseck im Landkreis Amberg-Sulzbach in der Oberpfalz in Bayern. Nördlich von Neuhammer beginnt der Truppenübungsplatz Grafenwöhr.

## Geschichte
Neuhammer bildete seit dem 28. Juni 1818 zusammen mit dem  Hauptort Gressenwöhr sowie Drechselberg, Frauenbrunn, Leinschlag, Rauschenhof, Schöfelhof, Triebweg und Weiherhäusl eine Gemeinde im Amtsgericht Amberg. Am 1. April 1971 wurde Neuhammer als Bestandteil der Gemeinde Gressenwöhr aufgelöst und in die Stadt Viseck eingegliedert.
In Neuhammer wird ohne nähere Angaben ein Eisenhammer genannt. Die Flurbezeichnung Hammerweiher im Bayernatlas deutet ebenfalls auf diesen Hammer hin; der Hammer wurde vom Wasser der Frankenohe, einem Nebenfluss der Vils, angetrieben. Zudem wird hier ein Bodendenkmal unter der Aktennummer D-3-6337-0034 im Bayernatlas als „mittelalterliche und frühneuzeitliche Wüstung "Neuhammer"“ geführt.